# بحمدون
بِحَمدون (به عربی: بحمدون) یک منطقهٔ مسکونی در لبنان است که در استان جبل لبنان واقع شده‌است.